# Villa Ridolfi
Villa Ridolfi  o Il Ronco è una dimora storica fiorentina, situata in via San Felice a Ema (Quartiere 3 Firenze) appartenuta alla famiglia Vespucci.

## Storia
Si tratta di una villa di foggia neoclassica, abbellita da numerose statue in terracotta le quali si allineano sulla terrazza.
Anticamente fu dei Vespucci, nel corso dei secoli passò ad altri proprietari. Una lapide, posta sulla facciata, ricorda che vi abitò, fanciullo, il grande Amerigo. Ma la cosa è controversa: per alcuni studiosi, il navigatore fiorentino visse in una casa conosciuta come Campo Greti